# Crimson Editor
Crimson Editor — бесплатный свободный текстовый редактор для Windows.
Основные особенности:
- подсветка синтаксика программного кода (syntax highlighting);
- работа с закладками (tabbed document interface);
- удобный механизм отмены/принятия сделанных изменений (undo/redo);
- многоколоночный набор и редактирование текста (column mode editing);
- проверка на открытие/закрытие скобок (bracket matching);
- работа с абзацами (auto-indentation);
- проверка орфографии (spell checking);
- редактирование файлов на удалённых машинах (через ftp соединение);
- интеграция с различными компиляторами сторонних производителей;

Crimson Editor позволяет использовать макросы для выполнения рутинных операций по редактированию файлов. Встроенный калькулятор позволяет делать несложные вычисления.
Программный продукт Crimson Editor распространяется под лицензией GNU General Public License. На официальном сайте проекта присутствуют исходные коды программы.
Существует переносимая (Portable) версия редактора.
После сентября 2004 в течение полутора лет новых версий Crimson Editor не появлялось. В апреле 2006 образовалась группа разработчиков, нацеленная на поддержку и развитие Crimson Editor, но под другим именем — Emerald Editor.